# Paul Nougé
Paul Nougé (Brussel, 13 februari 1895 - Elsene, 6 november 1967) was een Belgische dichter en mede-oprichter en ideoloog van het surrealisme in België. Hij was de mentor van René Magritte en stond aan de basis van de titels van veel van zijn schilderijen.

## Biografie

### Jeugd en opleiding
De vader van Paul Nougé was afkomstig uit het Franse departement de Charente, zijn moeder was Belgische. Na zijn  middelbare school aan een Brussels lyceum (waar zijn vader leraar was) studeerde in hij in 1909 chemie aan het Meurice Instituut in Anderlecht. Hij werkte van 1919 tot 1953 als biochemicus in een medisch laboratorium in de Belliardstraat in Brussel. Hij was tegelijk discreet, excentriek en getalenteerd, maar met standvastig geloof in de revolutie.

### Communist
Nougé was een van de oprichters van de Kommunistische Partij van België in 1921 en bleef zijn hele leven trouw aan het communisme, anderzijds was hij een hevige voorstander van volledige onafhankelijke cultuur zonder enige inmenging van de politiek. In de jaren vijftig van de twintigste eeuw was hij zeer ontgoocheld over de onmacht van de communistische partij en de Sovjet-Unie. In de geest van het communisme zag hij schrijven niet als een kunst, maar als een ambacht. Zijn weigering om als schrijver te worden bestempeld en zijn geschriften tot het "niets" te herleiden, was voor hem een ultieme vorm van surrealisme. Zijn geschriften bestaan uit een grote verscheidenheid van genres en stijlen, er zit geen lijn in. Het zijn teksten die actie willen uitlokken en die niemand onverschillig mogen laten.

### Surrealist
Nougé en René Magritte leerden elkaar kennen in 1924 en werden zeer goede vrienden. Het was Nougé die Magritte de weg naar het surrealisme wees.
René Magritte, Camille Goemans, E.L.T. Mesens en Marcel Lecomte hadden in 1924 concrete plannen om een tijdschrift, genaamd Période op te richten, maar Nougé bracht hen van dat idee af.
In de plaats daarvan verscheen in november 1924 het tijdschrift 'Correspondance', dat Nougé samen met Goemans en Lecomte oprichtte, aanvankelijk een parodie op het tijdschrift 7 Arts, dat zich laatdunkend opstelde tegenover het surrealisme. "Correspondance" was in feite een vlugschrift., dat drie keer per maand uitgegeven werd, telkens in een andere kleur. Het verscheen tot september 1925 met in totaal 22 uitgiftes.  Het was in die periode het belangrijkste orgaan van het Belgische surrealisme. Hoewel het in het zelfde jaar uitkwam als het eerste surrealistisch manifest van de Franse schrijver André Breton, was het niet daarop gebaseerd. Breton bekeek het tijdschrift met enige argwaan. Correspondance nam echter teksten over van het tijdschrift La Révolution Surréaliste van Breton en Paul Éluard. Breton bracht bij een verblijf in Brussel in 1925 een bezoek aan de redactie van Correspondance en er werd een gemeenschappelijke verklaring opgesteld. Lecomte werd in juli 1925 ontslagen als redacteur, hij zou in 1928 terug aansluiting krijgen met de surrealisten. In 1925 kwamen Nougé, Goemans en Lecomte in contact met de musicus André Souris, die ook redacteur werd van Correspondance. De uitgifte van Correspondance in 1924 wordt algemeen erkend als de startdatum van het Belgisch surrealisme.
In 1925 reisde Nougé naar Parijs om naast André Breton en Paul Éluard ook de Franse surrealist Louis Aragon te ontmoeten. Hij ondertekende er het traktaat 'La Révolution d'abord et toujours'.  De Belgische surrealisten volgden in grote mate de lijn van de Franse surrealisten onder leiding van Breton. Vanaf 1927 werd Nougé redactielid van La Révolution Surréaliste van Breton. Paul Nougé weigerde echter het principe van het automatisme in de kunst zoals Breton vooropstelde te aanvaarden. Voor Nougé moest elke artistieke activiteit een beredeneerde daad zijn met een bewuste transformatie van de werkelijkheid tot gevolg. Magritte volgde hem in dit principe.
In 1926 kwam Nougé in contact met Louis Scutenaire, die hem gecontacteerd had na het lezen van enkele geschriften; hij stuurde hem enkele van zijn eigen gedichten. Nougé dacht eerst dat het om een grap van zijn vrienden ging en maakte een afspraak. Het was de aanzet voor de kennismaking met de andere leden van de groep rond Correspondance, die later 'Société du Mystère' werd genoemd.
Uit de kring rond tijdschrift Correspondance met Nougé, Goemans, Lecomte, E.L.T. Mesens, Louis Scutenaire, Magritte en de musicus André Souris - aangevuld met Marc Eemans en Irène Hamoir - zou het Belgisch surrealisme ontstaan, officieel met het opstellen van drie traktaten in 1926 die in 1927 in de tijdschriften Marie en Adieu à Marie van E.L.T. Mesens verschenen.  Nougé was de intellectuele leider van deze Brusselse surrealistische groep. Op de wekelijkse bijeenkomsten op zondag  werden de raadselachtige en soms humoristische titels van de werken van Magritte gelanceerd, meestal door Paul Nougé.
In 1927 ging Nougé samenwerken met de componist André Souris in een combinatie van klank en woord. Deze samenwerking beperkte zich tot kleine werken en kende weinig succes behalve de  bewerking van "Écrits de Clarisse Juranville", een handboek over grammatica. Deze surrealistische teksten van Paul Nougé werden in 1928 door André Souris op muziek gezet onder de titel "Quelques airs de Clarisse Juranville" en uitgevoerd in Charleroi op 20 januari 1929 ter gelegenheid van een tentoonstelling van werken van René Magritte en voorafgegaan door een opmerkelijke lezing door Paul Nougé over muziek, die in 1946 door Marcel Mariën gepubliceerd werd onder de naam "La conférence de Charleroi".
Nougé schreef het voorwoord voor Magritte's eerste solotentoonstelling in galerie 'Le Centaure' in Brussel in 1927, een mijlpaal in de carrière van Magritte.
Begin 1928 schreef hij ook het voorwoord voor de eerste Magritte-tentoonstelling georganiseerd door Mesens in de galerie 'L'Epoque'. Dit voorwoord werd mee ondertekend door Goemans, Mesens, Lecomte, Scutenaire en Souris als "medeplichtigen".
Met Camille Goemans richtte Nougé in 1928 het tijdschrift Distances op, het eerste officiële tijdschrift van de surrealisten, met bijdragen van Marcel Lecomte, Louis Scutenaire, Marc Eemans, E.L.T. Mesens en André Souris en René Magritte zelf. Het doel van het tijdschrift was vooral gestalte te geven aan de eenheid van geest van de Belgische surrealisten. Het zou slechts drie nummers kennen en in 1928 eindigen. Het blad werd niet gecommercialiseerd en enkel naar medestanders verstuurd.
Nog in schreef hij de poëtische teksten voor de catalogus Le Catalogue Samuel, met illustraties van Magritte, voor een handelszaak in bont.
Tussen december 1929 en februari 1930 maakte Nougé negentien foto's, die in 1968 werden gepubliceerd onder de titel "Subversion des images".
In 1931 zorgde hij voor de inleiding van de tentoonstelling die ingericht werd door E.L.T. Mesens na de dramatische terugkeer van Magritte naar Brussel.
Fragmenten uit "Images Défendues" werden in 1933 gepubliceerd in het vijfde nummer van Surréalisme Au Service de la Révolution.
In 1934 was Nougé medeondertekenaar van L'Action Immediate in Documents 34, waarvan Mesens de redacteur was.
In 1935 ondertekende hij "Het mes in de wonde" ("Le Couteau dans la plaie"), een traktaat dat verscheen in het Bulletin international du surréalisme en dat de Brusselse en de Henegouwse surrealistische groep voor het eerst samen bracht.
In 1936 was hij mede-auteur van het traktaat "Le domestique zélé" ("De ijverige knecht"), waarmee André Souris uit de surrealistische groep werd gestoten, omdat hij een hommage had georganiseerd voor Henry Le Bœuf, directeur van het Brusselse Paleis voor Schone Kunsten.

### Oorlogsjaren
Nougé werd in 1939 gemobiliseerd en werd als militair verpleger ingezet in Mérignac en vervolgens in Biarritz. Hij organiseerde in 1941 in Brussel een tentoonstelling met foto's van Raoul Ubac (L'Experience Souvereine), die echter snel werd verboden door de bezetter. Hij  publiceerde in 1943 de volledige tekst van "René Magritte ou les images défendues".
Onder het pseudoniem Paul Lecharantais maakte hij in januari 1944 het uitnodigingsboekje voor de nieuwe Magritte-tentoonstelling in in de Galerie Dietrich, georganiseerd door Lou Cosyn, galeriehoudster en toenmalige hoofdverdeler van Magritte. Hier exposeerde Magritte werken in een aan het impressionisme verwante stijl die hij "Le Surréalisme en plein soleil" noemde. Deze tentoonstelling werd fel bekritiseerd door met de bezetter collaborerende critici, waaronder Marc Eemans, die deze werken  als "ontaarde kunst" omschreef.

### Naoorlogse periode
In 1945 schreef Nougé teksten voor de grote overzichtstentoonstelling "surrealisme", georganiseerd door de galerie Éditions La Boétie in Brussel.
In 1946 publiceerde hij "La Conference de Charleroi" gebaseerd op een toespraak die hij in 1929 op de handelsbeurs in Charleroi had gegeven en waarin hij zijn opvattingen over de kunst, gekoppeld aan muziek, uitdrukte.
In november van dat zelfde jaar verzorgde hij onder de titel "Élémentaires" het voorwoord voor de tweede tentoonstelling van "Le Surréalisme en plein soleil" van Magritte in de Dietrich-galerij.
In 1952 schreef Nougé "Les Cartes transparentes".
In 1953 maakte hij een van zijn mooiste poëtische teksten, "Esquisse d'un hymne à Marthe Beauvoisin". Marthe Beauvoisin was lange tijd zijn muze was geweest, maar de relatie werd slechter door het alcoholisme waarmee beiden kampten, met financiële problemen en verbitterdheid tot gevolg.
In maart 1953 schreef hij twee liedteksten voor  de Franse zangeres Barbara, toen ze in Brussel optrad, voordat ze bekend werd. Het bezoek aan die optredens was voor hem een uitlaatklep. 
In 1954 richtte hij samen met Jane Graverol en Marcel Mariën het tijdschrift Les Lèvres nues op. In 1955 begon Marcel Mariën de teksten van Paul Nougé in dit tijdschrift te publiceren. Tot dat moment was er heel weinig van Nougé verschenen. In 1956 publiceerde Mariën het theoretische werk van Paul Nougé, onder de titel Histoire de ne pas rire (Geschiedenis van het niet lachen).
In 1955 bracht Nougé zijn Un portrait d'après nature (de geschiedenis zoals deze tot stand komt) uit. 
Nougé verloor geleidelijk zijn invloed en zijn autoriteit in de surrealistische beweging die zelf ook burgerlijk was geworden, terwijl bij hem nog steeds het gevoel van opstand inherent aanwezig was, dat hij echter niet langer tot uiting kon brengen in poëtische teksten met enige invloed. In het midden van de jaren '50 ontstond een breuk met Magritte. Dit viel samen met het moment dat Magritte algemeen erkend werd op de kunstmarkt.
Nougé begon een relatie met Reine Leysen, de echtgenote van Marcel Broodthaers, die later zijn derde vrouw zou worden.
In 1957 werd Paul Nougé ontslagen in het laboratorium waar hij sinds 1919 werkte en ging hij aan de slag als arbeider bij de drukkerij Asar. 
In 1966 bracht Marcel Mariën zijn poëtische werk onder de titel L'Experience Continues.
Paul Nougé stierf op 6 november 1967 in het ziekenhuis van Elsene, met Marcel Mariën aan zijn sterfbed.